# Dorchester South
Dorchester South – stacja kolejowa w mieście Dorchester w hrabstwie Dorset, na linii South Western Main Line z Southampton do Weymouth. Linia łączy się za stacją z linią Heart of Wessex z Bristolu. Jest jedną z dwóch stacji w mieście, drugą jest Dorchester West. Przez długi czas, aż do r. 1989, była stacją czołową. Stacja jest zelektryfikowana (trzecia szyna).

## Ruch pasażerski
Ze stacji korzysta ok. 322 654 pasażerów rocznie (dane za rok 2021/2022). Posiada bezpośrednie połączenia z Southampton, Bournemouth i  Londynem. Pociągi odjeżdżają ze stacji w odstępach godzinnych w każdą stronę.

## Obsługa pasażerów
Kasa biletowa, automat biletowy, przystanek autobusowy. Stacja dysponuje parkingiem samochodowym na 29 miejsc i parkingiem rowerowym na 24 miejsca. Odprawa podróżnych odbywa się w pociągu.